# Alchemilla fulvescens
Alchemilla fulvescens é uma espécie de rosácea do gênero Alchemilla, pertencente à família Rosaceae.